# Ylenia Scapin
Ylenia Scapin (Bolzano, 8 gennaio 1975) è un'ex judoka e allenatrice di judo italiana. Ha rappresentato l'Italia a quattro edizioni consecutive dei Giochi olimpici, da Atlanta 1996 a Pechino 2008, aggiudicandosi due medaglie di bronzo.

## Biografia
Iniziò a praticare il judo all'età di sei anni. 
Raccolse i primi suggessi ai Giochi della Gioventù. Nel 1990 vinse i Campionati Italiani Cadetti a Pordenone, guadagnando anche la cintura nera. 
A livello internazionale vinse la medaglia d'oro al Festival olimpico della gioventù europea di Bruxelles 1991 nella categoria 66 kg, battendo in finale la rumena Vasilica Bratu.
Nel 1992 passò alla classe juniores e cambiò anche categoria (da 66 a 72 kg). Partecipò anche ai mondiali di categoria, vincendo il bronzo, e ai campionati italiani assoluti, dove invece vinse il suo primo titolo.
Nel 1994 prese parte al suo primo campionato europeo assoluto, chiuso al quinto posto. 
Si aggiudicò la medaglia di bronzo alle Universiadi di Fukuoka 1995, terminando alle spalle della giapponese Saki Yoshida e della cubana Castellanos Diadenis nella categoria dei 72 chilogrammi.
Ai campionati europei di judo del 1996 ottenne la qualificazione per i Giochi olimpici estivi di Atlanta 1996. Durante la manifestazione a cinque cerchi vinse la medaglia di bronzo.
Ai Giochi del Mediterraneo di Bari 1997 ottenne la medaglia d'argento.
Nel 1998 cambiò categoria, passando ai 70 kg, ed agli europei di Oviedo vinse la sua prima (dopo sei partecipazioni) medaglia europea: il bronzo.
Il 1999 ottenne diversi successi: l'argento agli europei, il bronzo ai mondiali e la qualificazione anticipata ai Giochi olimpici
Nel 2000 vinse il bronzo ai campionati europei, e di a Sydney 2000 bissò il bronzo olimpico.
Ai Giochi mondiali militari di Catania 2003 riuscì a vincere l'oro. 
Partecipò alle Olimpiadi di Atene, ma fu eliminata al primo turno.
Agli europei vinse il bronzo nel 2001, 2003 e 2006 e l'argento nel 2005. Nel 2008, agli europei di Lisbona, si laureò campionessa d'Europa.
Ai mondiali di Rio de Janeiro, nel 2007, vinse un'altra medaglia di bronzo.
Durante la sua carriere ottenne 17 titoli italiani: nel 1992 e poi consecutivamente dal 1994 al 2005.
L'8 aprile 2009 annunciò il ritiro dall'attività agonistica.
Successivamente, divenne insegnante di judo e poi allenatrice della nazionale.

## Palmares
- Giochi olimpici

Atlanta 1996: bronzo nella categoria 72 kg;
Sydney 2000: bronzo nella categoria 70 kg;
- Mondiali

Birmingham 1999: bronzo nella categoria 70 kg;
Osaka 2003: bronzo nella categoria 63 kg;
Rio de Janeiro 2007; bronzo nella categoria 70 kg;
- Mondiali

Oviedo 1998: bronzo nella categoria 70 kg;
Bratislava 1999: argento nella categoria 70 kg;
Wroclaw 2000: bronzo nella categoria 70 kg;
Parigi 2001: bronzo nella categoria 63 kg;
Düsseldorf 2003: bronzo nella categoria 63 kg;
Rotterdam 2005: argento nella categoria 70 kg;
Tampere 2006: bronzo nella categoria 63 kg;
Lisbona 2008: oro nella categoria 70 kg;
- Giochi del Mediterraneo

Bari 1997: argento nella categoria 72 kg;
Tunisi 2001: oro nella categoria 63 kg;
Almería 2005: oro nella categoria 70 kg;
- Universiadi

Fukuoka 1995: bronzo nella categoria 72 kg;
- Giochi mondiali militari

Catania 2003: oro nella categoria 70 kg;
- Festival olimpico della gioventù europea

Buruxelles 1991: oro nella categoria 66 kg;